# Reggenza delle Isole Selayar
La reggenza delle Isole Selayar (in indonesiano: Kabupaten Kepulauan Selayar) è una reggenza dell'Indonesia, situata nella provincia di Sulawesi Meridionale.